# Zita von Bourbon-Parma

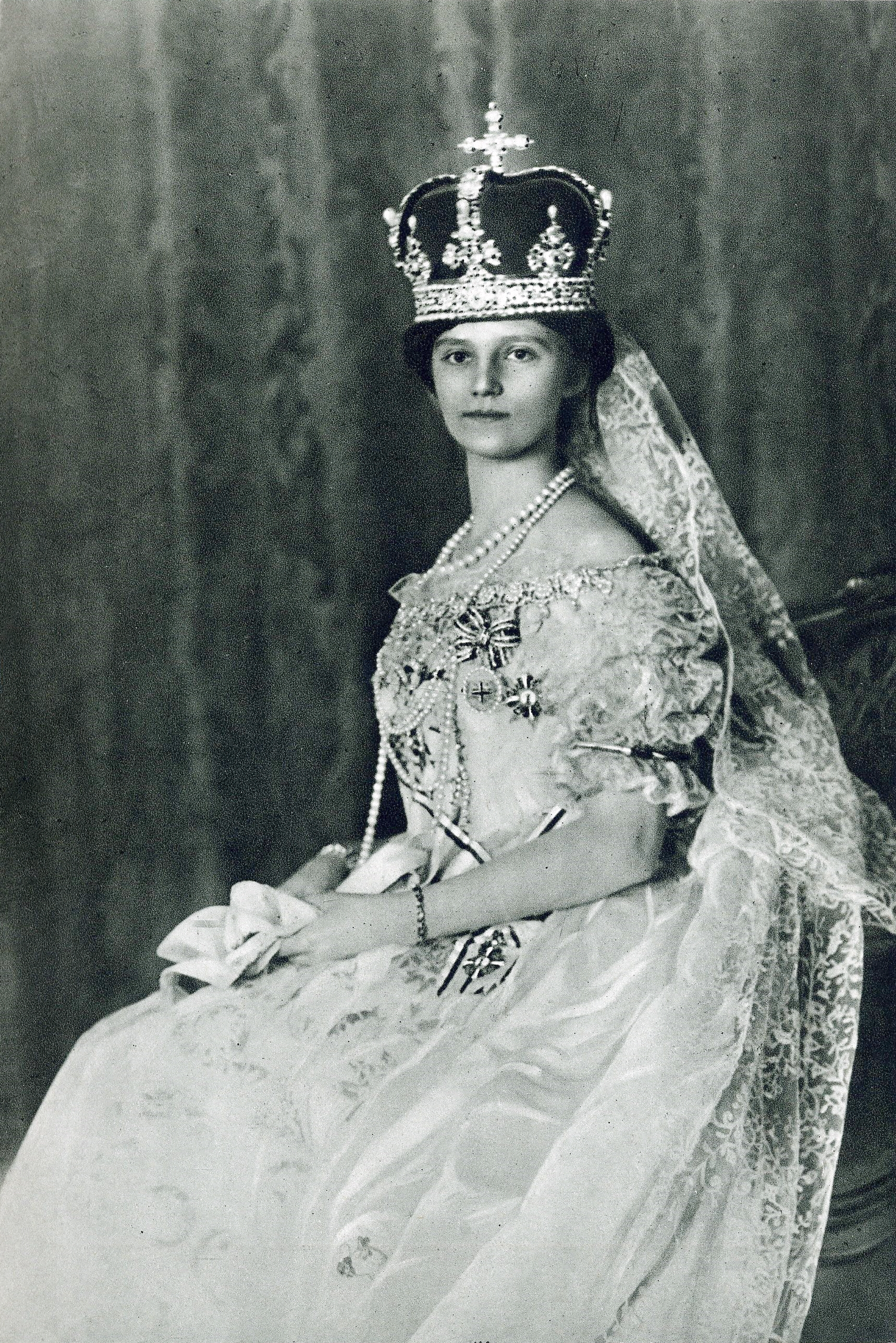
Kaiserin und Königin Zita im Dezember 1916

Zita Maria delle Grazie Habsburg-Lothringen, geb. Prinzessin von Bourbon-Parma (* 9. Mai 1892 in Camaiore (Ortsteil Capezzano Pianore), Italien, als Zita Maria delle Grazie Adelgonda Micaela Raffaela Gabriella Giuseppina Antonia Luisa Agnese; † 14. März 1989 in Zizers, Schweiz), war als Ehefrau Karls I./IV. von 1916 bis 1918 letzte Kaiserin (Kaisergattin) von Österreich und bis 1921 Apostolische Königin (Königsgattin) von Ungarn. Seit dem Adelsaufhebungsgesetz von April 1919 trug sie, wie alle anderen Angehörigen des ehemaligen Herrscherhauses Habsburg auch, in Österreich rechtlich den Familiennamen Habsburg-Lothringen. 2009 initiierte der Bischof von Le Mans, Yves Le Saux, das Seligsprechungsverfahren für Zita. Die katholische Kirche verehrt sie als Ehrwürdige Dienerin Gottes.

## Abstammung

Zita, Kaiserin von Österreich und Königin von Ungarn (1917)

Zitas Vater, Robert von Parma, war nach der Ermordung seines Vaters 1854 der letzte Herzog von Parma. Da er aber erst sechs Jahre alt war, fungierte seine Mutter Louise Marie Thérèse d’Artois als Regentin. Diese musste 1859 im Zuge der italienischen Einigungsbewegung (Sardinischer Krieg) mangels militärischer Rückendeckung durch Österreich mit ihren Kindern zunächst in die Schweiz übersiedeln und gelangte von dort aus ins Exil nach Niederösterreich, wo Robert nun aufwuchs.
Nach Roberts erster Ehe, der zwölf Kinder entstammten, heiratete er 1884 die Infantin Maria Antonia von Portugal (1862–1959), Tochter von König Michael I. aus dem Haus Braganza und seiner Gattin Prinzessin Adelheid von Löwenstein-Wertheim-Rosenberg. Mit ihr hatte er wiederum zwölf Kinder; als fünftes kam Zita zur Welt. Die Familie wohnte im eigenen Schloss Schwarzau am Steinfeld nahe Neunkirchen im südlichen Niederösterreich.
Zitas Bruder Franz Xavier von Bourbon-Parma (Francisco Javier) wurde nach dem Aussterben des carlistischen Zweigs der spanischen Bourbonen im Jahr 1936 Haupt der carlistischen Bewegung. 1952 erhob er selbst Anspruch auf die spanische Krone, womit er unter dem Namen Javier (I.) als Thronprätendent die zweite carlistische Dynastie begründete. Ein weiterer Bruder Zitas, Sixtus von Bourbon-Parma, wurde in Zusammenhang mit seinen erfolglosen Bemühungen um eine Verständigung der Kriegsgegner Österreich-Ungarn und Frankreich und der daraus folgenden, nach ihm benannten Sixtus-Affäre bekannt.

## Kindheit und Jugend

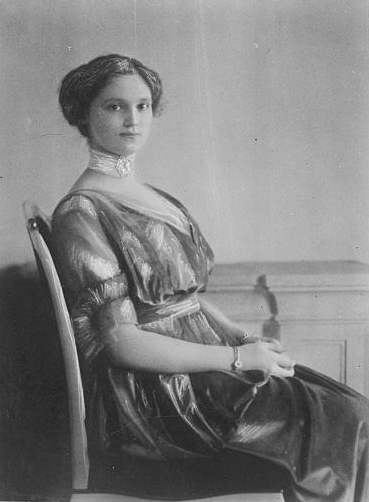
Zita von Bourbon-Parma in jüngeren Jahren

Zita von Bourbon-Parma wurde am 9. Mai 1892 in der Villa Borbone delle Pianore (⊙) in Camaiore bei Lucca, Italien, geboren. Sie wuchs gemeinsam mit ihren Geschwistern mehrsprachig auf, wobei die Umgangssprache im Elternhaus Französisch war, mit dem Vater aber oft Italienisch gesprochen wurde und mit der Mutter zeitweise Deutsch. Die erste Jahreshälfte verbrachte die Großfamilie stets in Pianore, die zweite in Schwarzau. Zitas Vater antwortete auf ihre Frage nach der Nationalität der Familie mit: „Wir sind französische Fürsten, die in Italien regiert haben.“
Die deutsche Sprache vervollkommnete sie später im Salesianerinnen-Konvikt Kloster Zangberg, Oberbayern; als Kaiserin schließlich beherrschte sie die Sprache in Wort und Schrift perfekt. 1903 bis 1908 besuchte sie die Schule der Ordensschwestern. In ihren Jahren im Salesianerinnenkonvikt wurde sie nicht nur in den modernen Fremdsprachen, die sie von daheim schon kannte, unterrichtet, sondern nach dem bayerischen Gymnasiallehrplan auch in Mathematik, Geografie, Geschichte, Naturkunde sowie Musik. Auch Tätigkeiten wie Flicken, Stopfen und Nähen sowie der Turnunterricht standen auf dem Lehrplan.
Nach dem Besuch des Konviktes war sie kurze Zeit bei ihrer Familie und vervollkommnete dann auf der britischen Kanalinsel Wight in der Benediktinerinnenabtei St. Cécile ihre Ausbildung. Zu dieser Zeit war Prinzessin Adelheid von Löwenstein-Wertheim-Rosenberg, ihre Großmutter mütterlicherseits, Priorin des Klosters. In diesem strengen Kloster widmete sie sich der Theologie und Philosophie und vervollkommnete ihr Englisch. Sie wurde in den gregorianischen Chorgesang eingeführt und begann mit dem Orgelspiel. Allerdings setzten das harte Studium und das Klima ihrer Gesundheit so zu, dass sie nach einem Besuch ihrer Tante Erzherzogin Maria Theresia, die bestürzt über ihr blasses Aussehen war, von deren Tochter Erzherzogin Maria Annunziata zu einem Kuraufenthalt im böhmischen Franzensbad abgeholt wurde.
Dort lernte Zita 1908 Erzherzog Karl, den sie bereits aus Kindertagen kannte, näher kennen. Er hatte sie bei seinen Ferienaufenthalten auf den Schlössern Schwarzau und Frohsdorf (Gemeinde Lanzenkirchen, Niederösterreich) nie sonderlich beachtet, 1910 jedoch war Karl von der 18-Jährigen offenbar sehr angetan.

## Leben mit dem letzten Kaiser

### Heirat und Familiengründung

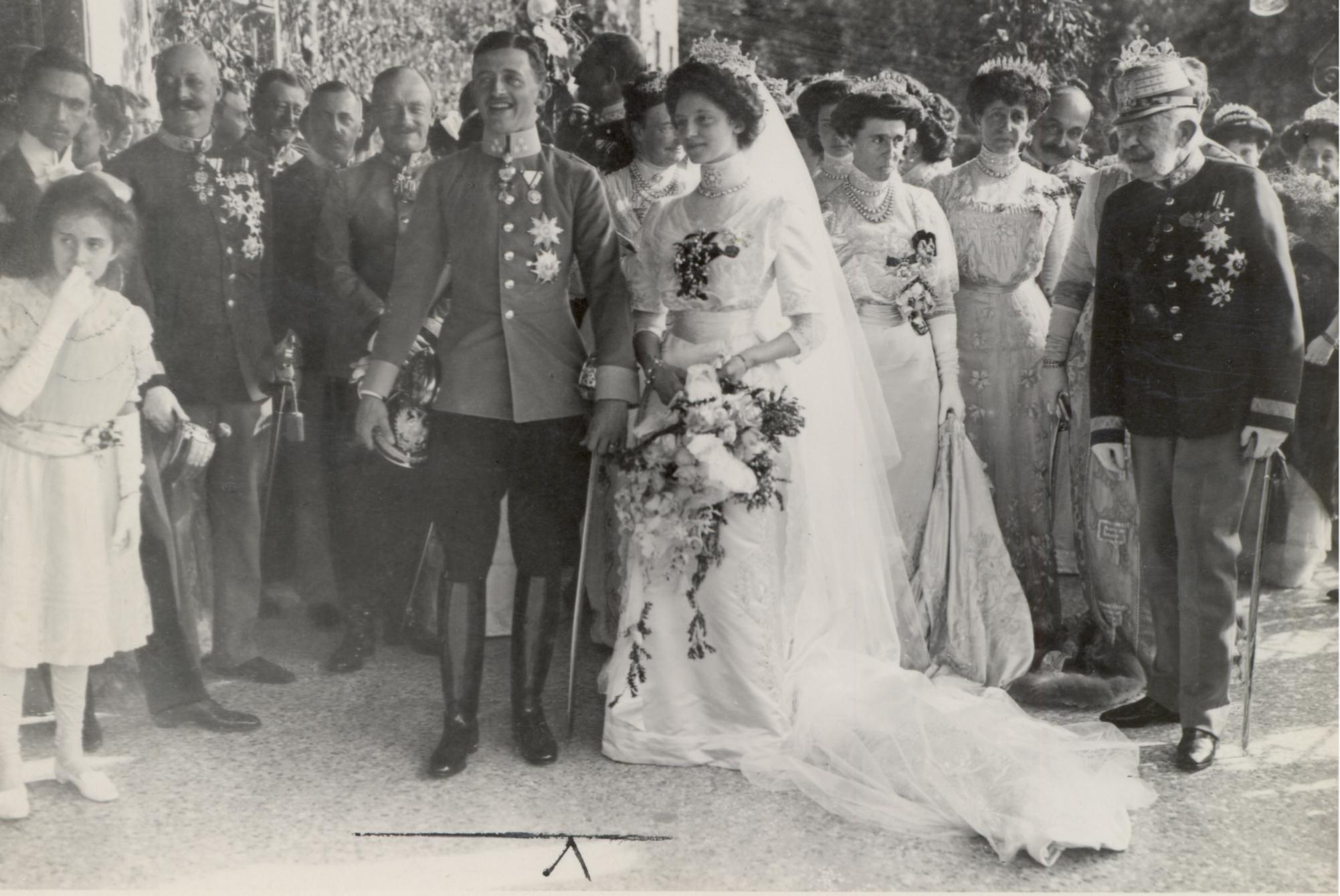
Hochzeit in Schwarzau (1911)

Als sich Kaiser Franz Joseph I. nach Karls Heiratsplänen erkundigte, die dynastisch von großer Bedeutung waren, und auch selbst auf Partnersuche für Karl zu gehen schien, schaltete Karl seine Großmutter, die auch mit Zita verwandte Erzherzogin Maria Theresia, ein, um die gewünschte Beziehung zu Zita offiziell zu machen. Da es sich um eine standesgemäße Prinzessin handelte und, da ihre Familie nicht mehr regierte, keine Probleme mit anderen Staaten zu befürchten waren, stimmte der Kaiser der Heirat zu.
Am 13. Juni 1911 fand in der väterlichen Villa Pianore in Viareggio bei Lucca, in der Zita geboren worden war, die Verlobung der 19-jährigen Prinzessin mit dem 24-jährigen Erzherzog statt, der nach dem Tod seines Vaters, Erzherzog Otto, 1906, zur Nummer 2 in der Thronfolge nach Franz Ferdinand von Österreich-Este aufgerückt war. Am 21. Oktober 1911 wurde im Schloss Schwarzau am Steinfeld Hochzeit gefeiert. Höchstrangige Gäste waren Kaiser Franz Joseph I., der einen Trinkspruch auf das Paar ausbrachte, und Erzherzog-Thronfolger Franz Ferdinand. Andere hochrangige Gäste waren König Friedrich August III. von Sachsen und der carlistische Prätendant Don Jaime de Borbón.
Karls Brautwahl stieß auch bei Franz Ferdinand, der als Trauzeuge fungierte, auf freundliche Zustimmung. Wenn Karl nicht vor Franz Ferdinand starb, würde das junge Paar nach dem Tode Franz Ferdinands das Kaiserpaar sein, da Franz Ferdinands Kinder wegen seiner morganatischen Ehe keine Thronerben waren. Die kirchliche Trauung vollzog Gaetano Bisleti in seiner Eigenschaft als päpstlicher Majordomus am 20. November 1911.
Am 20. November 1912 wurde Zitas und Karls erster Sohn, Erzherzog Otto, in der Villa Wartholz bei Reichenau an der Rax geboren. Vor der Thronbesteigung Karls wurden dem Ehepaar drei weitere Kinder geboren, eines folgte während seiner Regierungszeit, und drei weitere Kinder hatte das Ehepaar im Exil. Als Geburtshelfer Zitas für ihre Kinder fungierte der Wiener Gynäkologieprofessor Heinrich von Peham. 1913 wies ihnen Kaiser Franz Joseph der wachsenden Jungfamilie das Schloss Hetzendorf in Wien-Meidling als Wohnsitz zu, damit Karl dem Kaiser und dem Thronfolger näher sein konnte.

### Gattin des Thronfolgers
Infolge des Mordes an Franz Ferdinand am 28. Juni 1914 beim Attentat von Sarajevo wurde Karl unvermittelt Thronfolger. Der Kaiser war fast 84 Jahre alt. Plötzlich war Tatsache, dass Karl und Zita Jahrzehnte früher an der Spitze des Staates stehen würden als zuvor angenommen. Die beiden standen nun unter dauernder Aufmerksamkeit der Öffentlichkeit. Als Franz Joseph I. Karl nach seiner Kriegserklärung, die zum Ersten Weltkrieg führte, im August 1914 Aufgaben bei der k.u.k. Armee übertrug, die ihn immer wieder längere Zeit aus Wien wegführten, holte der Kaiser Zita und die Kinder, angeblich aus Sicherheitsgründen, zu sich ins Schloss Schönbrunn. Zita gegenüber drückte er tiefen Pessimismus über die Zukunft der Monarchie aus.

### Kaiserin und Königin

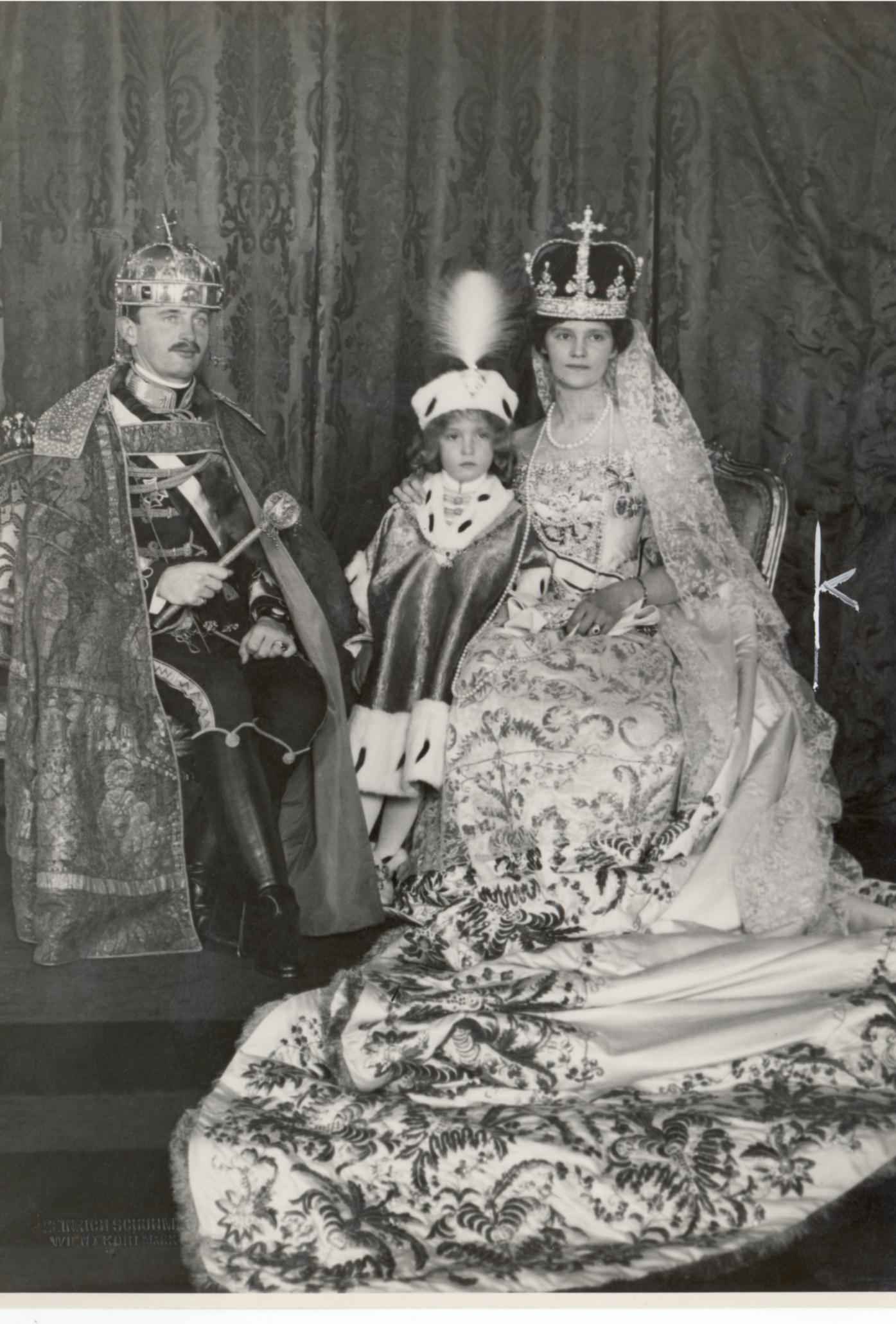
Zita mit ihrem Mann und ihrem ältesten Sohn Otto nach der Königskrönung in Ungarn (1916).

Als Franz Joseph am 21. November 1916 starb, war Karl ex lege Kaiser von Österreich (Karl I.) und König von Ungarn und Böhmen. Am 30. Dezember 1916 wurde Kaiser Karl I. auf Wunsch der ungarischen Regierung in Budapest zum Apostolischen König Karl IV. von Ungarn gekrönt, Zita wurde gleichzeitig zur Königin gekrönt. Zitas und Karls Erstgeborener, der vierjährige Erzherzog/Föherczeg Otto, war nun Kronprinz des Kaisertums Österreich und des Königreichs Ungarn.
Zita wurde in der Folge bedeutender Einfluss auf den Kaiser zugeschrieben, was in der österreichisch-ungarischen Monarchie als ungewöhnlich empfunden wurde: Kaiserin Elisabeth hatte sich, abgesehen von ihrem Engagement für den inneren Frieden mit Ungarn, vom Hof meist ferngehalten; an Kaiserinnen vor 1848 konnte sich niemand mehr erinnern. Das Urteil darüber, wie Zitas Einfluss auf Karl I./IV. zu bewerten ist, blieb bis heute kontrovers. Die positive Lesart geht davon aus, dass Zita Karl beeinflusste, indem sie seine oft schwankende Willenskraft festigte. Jedenfalls wurde sie ihren Erinnerungen zufolge von Karl über alle wichtigen politischen Themen und Vorfälle bis ins Detail informiert. Die junge Kaiserin besaß nicht nur Energie und Zähigkeit, sie wurde auch als stets beherrschte, ruhige und schöne Frau empfunden, die sich sozial engagierte.

### Zitas Bruder als Bote zur Entente
Um den Zusammenbruch des Vielvölkerstaates zu verhindern, wurde im Frühjahr 1917 von Karl I. und Zita der geheime Versuch unternommen, ohne konkrete Einbindung des Deutschen Reichs als engstem Verbündeten einen Friedensschluss mit den Ententemächten auszuhandeln. Eine öffentliche Falschinformation des k.u.k. Außenministers Ottokar von Czernin provozierte den französischen Ministerpräsidenten Georges Clemenceau zur Veröffentlichung eines geheimen Briefes Karls I., nach Zitas Bruder, der als Überbringer fungierte, Sixtus-Brief genannt. Dadurch wurde der Kaiser vor allem vor den Deutschen in Österreich und im Deutschen Reich bloßgestellt. Czernin, der in der Öffentlichkeit nun als Lügner dastand, wollte vom Kaiser eine Ehrenerklärung erpressen. Da Karl I. Herzprobleme bekam, verhandelte Czernin in Baden bei Wien über eine Stunde lang mit Zita.
Die deutschnationale Mundpropaganda in Österreich bezeichnete Zita nun als „italienische Verräterin“ und Karl als einen „den hohen Frauen welscher Abkunft ausgelieferten Pantoffelhelden“. Der vom Kaiser 1917 enthobene Generalstabschef Conrad kritisierte später in seinen Memoiren den in Österreich-Ungarn eingerissenen „Defätismus“ und schrieb:

„Besonders gefährlich aber waren diesbezüglich die Machenschaften, die Kaiserin Zita Hand in Hand mit ihrem Bruder Sixtus betrieb und in die sich der schwache Kaiser hineinreißen ließ, wobei es ihm nicht erspart blieb, in eine schiefe Stellung zu Deutschland zu geraten. Ein Schulbeispiel, wohin es führt wenn Frauenhände, wenn auch von den besten Absichten geleitet, sich in ernste politische oder militärische Angelegenheiten mengen.“

### Haltung zu Karls Verzichtserklärung
Am 11. November 1918, zwei Tage nach der Verkündigung der Abdankung des deutschen Kaisers Wilhelm II., wurde Karl I. vom k.k. Ministerpräsidenten Heinrich Lammasch der mit dem deutschösterreichischen Staatsrat vereinbarte Entwurf zum Verzicht des Kaisers „auf jeden Anteil an den Staatsgeschäften“ vorgelegt. Damit sollte ein juristischer Zusammenprall der alten Ordnung mit der tags darauf auszurufenden Republik vermieden werden. Das Reizwort Abdankung wurde vermieden. Zita hielt die in versöhnlichem Ton gehaltene Verzichtserklärung für eine Abdankung und protestierte:

„Niemals! Ein Herrscher kann seine Herrscherrechte verlieren. Das ist dann Gewalt, die eine Anerkennung ausschließt. Abdanken nie – lieber falle ich hier an Ort und Stelle mit dir – dann wird eben Otto kommen und selbst, wenn wir alle fallen sollten – noch gibt es andere Habsburger.“

Trotz Zitas Bedenken unterschrieb Karl I. auf dringendes Anraten der letzten kaiserlichen Regierung die Erklärung, dankte damit aber nach eigener Auffassung nicht ab und hielt sich, von Zita bestärkt, nach wie vor für den Kaiser von Österreich.
Die kaiserliche Familie verließ Schloss Schönbrunn noch am Abend des 11. Novembers, da Karl im Schloss, das dem Hofärar und damit dem Staat gehörte, nach seinem Verzicht auf alle Staatsfunktionen nicht mehr bleiben wollte. Man übersiedelte ins Schloss Eckartsau im Marchfeld bei Wien, damals Eigentum des kaiserlichen Familienfonds. Am 12. November wurde Deutschösterreich durch die Provisorische Nationalversammlung zur Republik erklärt. Am 13. November 1918 unterschrieb Karl in Eckartsau eine Verzichtserklärung für Ungarn.

### Exil in der Schweiz und auf Madeira
Am 23. März 1919 reisten Karl und Zita Habsburg-Lothringen mit ihrer Familie von Eckartsau mit dem ehemals kaiserlichen Hofzug und mit militärischen Ehren verabschiedet ins Exil in der Schweiz ab und trafen dort am 24. März ein. Damit sollte nach dem Rat des britischen „Ehrenkavaliers“ Oberst Edward Lisle Strutt die Internierung Karls vermieden werden, die ihm drohte, da er die definitive Abdankung verweigerte. Bei der Ausreise aus Österreich widerrief Karl, in Eckartsau vorbereitet, im so genannten Feldkircher Manifest seine Verzichtserklärung. Das Manifest wurde allerdings in Österreich nicht veröffentlicht.
Am 3. April 1919 wurde von der Konstituierenden Nationalversammlung Deutschösterreichs das Habsburgergesetz beschlossen, gemäß dem Karl auf Lebenszeit und alle anderen Mitglieder des Hauses Habsburg-Lothringen, soweit sie nicht auf ihre Zugehörigkeit zum Herrscherhaus verzichteten und sich als getreue Staatsbürger der Republik bekannten, aus Deutschösterreich verwiesen wurden. Gleichzeitig wurden die habsburgischen Familienfonds, nicht aber nachweislich persönliches Eigentum beschlagnahmt.
Vorerst hielt sich die Familie auf Schloss Wartegg bei Rorschach am Bodensee auf, das Zitas Vater, Herzog Robert, in den 1860er Jahren gekauft hatte. Am 20. Mai 1919 siedelte sie auf Wunsch der Schweizer Regierung an einen von Österreich weiter entfernten Ort, nach Prangins am Genfersee, über. Zita betrachtete die Wiedererlangung des Throns als eine von Gott auferlegte Pflicht, ermunterte Karl, nicht aufzugeben, und unterstützte ihn bei seinen Restaurationsversuchen.
Sie begleitete Karl im Oktober 1921 per Flugzeug zu seinem zweiten Restaurationsversuch in Ungarn. Nach dessen Scheitern wurden beide im Auftrag der Siegermächte ab 1. November zwecks Verbannung von Baja an der Donau aus mit britischen Kriegsschiffen auf die portugiesische Insel Madeira gebracht, wo sie am 19. November 1921 eintrafen. Ende Jänner 1922 wurde der schwangeren Zita erlaubt, ihre Kinder aus der Schweiz zu holen. Mit allen Kindern, ausgenommen Robert, traf sie am 2. Februar 1922 wieder in Funchal ein.
Als das Geld der Familie für Hotelzimmer nicht mehr ausreichte, wurde Karl, Zita und ihren Kindern von privater Seite die Villa Quinta do Monte auf einem Hügel über der Inselhauptstadt Funchal als Aufenthaltsort zur Verfügung gestellt, wohin sie noch im Februar übersiedelten.

## Leben als Witwe

### Exil in Spanien, Belgien und Kanada
Am 1. April 1922 starb Karl an den Folgen einer Lungenentzündung. Ab diesem Zeitpunkt trug Zita nur mehr schwarze Kleidung. Zita wurde Vormund für den neuen Thronprätendenten Otto. Die noch nicht dreißigjährige Witwe musste allein für ihre sieben Kinder (das achte Kind wurde zwei Monate nach dem Tod Karls geboren) sorgen. Die Verbannung war mit Karls Tod gegenstandslos geworden. Am 31. Mai 1922 siedelte Zita mit den Kindern in die Villa Uribarren in Lequeitio im spanischen Baskenland über.
Ab 1929 wohnte sie im Schloss Ham in Steenokkerzeel bei Löwen (Belgien), wo ihr Sohn Otto dann studierte. 1935 verhandelte Otto mit dem diktatorischen Bundeskanzler Kurt Schuschnigg über die Aufhebung des Habsburgergesetzes und die Wiedererrichtung der Monarchie in Österreich. Das Habsburgergesetz von 1919 wurde teilweise aufgehoben, der Familienfonds sollte zurückerstattet werden. Durch den Anschluss Österreichs an Hitler-Deutschland am 13. März 1938 wurden aber alle Restaurationsaussichten zunichtegemacht. Adolf Hitler ließ den Familienfonds wieder einziehen.
Im Mai 1940 floh Zita nach dem Angriff des Deutschen Reiches auf Belgien und Frankreich mit ihrer Familie über Dünkirchen, Paris und Bordeaux nach Spanien und später nach Portugal. Im Juli 1940 reisten Zita und ihre Kinder von dort auf den amerikanischen Kontinent. Während Zita und ihre jüngeren Kinder sich in der kanadischen Stadt Québec niederließen (genauer in der Villa Saint-Joseph im damals eigenständigen Vorort Sillery), wo sie an der Université Laval studierten, zog der Rest der Familie in die USA. Otto etablierte sich in New York. Zita traf sich dreimal mit Präsident Franklin D. Roosevelt und warb um ein besseres Verständnis für ihre Heimat. Nach Kriegsende organisierte sie gemeinsam mit ihrer Familie CARE-Paket-Aktionen.

### Rückkehr nach Europa
Als 1949 der seit 1928 laufende Seligsprechungsprozess für Karl eröffnet wurde, reiste Zita mehrmals nach Europa, um Dokumente für den Prozess zu sammeln. 1953 kehrte sie nach Europa zurück und ließ sich in Luxemburg bei ihrem Bruder Felix nieder. 1962 übersiedelte Zita ins St.-Johannes-Stift in Zizers (Schweiz), um in der Nähe ihrer Kinder und zahlreicher Enkel zu sein.
1966 konnte Otto Habsburg-Lothringen nach einem zu seinen Gunsten ausgefallenen Erkenntnis des Verwaltungsgerichtshofes zum ersten Mal nach Österreich zurückkehren. Er hatte bereits am 31. Mai 1961 – gegen den Willen der „Matriarchin“ – auf seine persönlichen Thronrechte und auf die Zugehörigkeit zum Hause Habsburg-Lothringen verzichtet, um wieder nach Österreich einreisen zu dürfen.
Im Frühjahr 1982 konferierte anlässlich Zitas 90. Geburtstag der spanische König Juan Carlos mit dem damaligen österreichischen Bundeskanzler Kreisky (SPÖ) in dessen Feriendomizil auf Mallorca, um für Zita, die weiterhin die Abgabe einer Verzichtserklärung kategorisch ablehnte, die Rückkehr nach Österreich möglich zu machen. Im Bundeskanzleramt fanden die Verfassungsjuristen die passende Lücke im Recht. Sie „fanden heraus“, dass Zita als Angeheirateter des Kaisers kein Nachfolgerecht zukam und sie daher unmöglich dem Habsburgergesetz unterliegen konnte. Im November 1982 war es dann soweit. Die Grenzbeamten wurden angewiesen, Zita auch ohne Verzichtserklärung einreisen zu lassen, und die Neunzigjährige kehrte nach dreiundsechzigjährigem Exil in das Land zurück, das sie 1919 verlassen hatte. Am 13. November 1982 wurde ihr im Stephansdom von Erzbischof Franz Kardinal König die Dankesmesse zelebriert und ihr Haupt von ihm gesegnet, wie es früher bei Kaiserinnen üblich war. Am 29. Mai 1983 stattete sie in Begleitung ihres Sohnes Karl den Tiroler Kaiserjägern am Bergisel einen Besuch ab.

## Tod und Bestattung

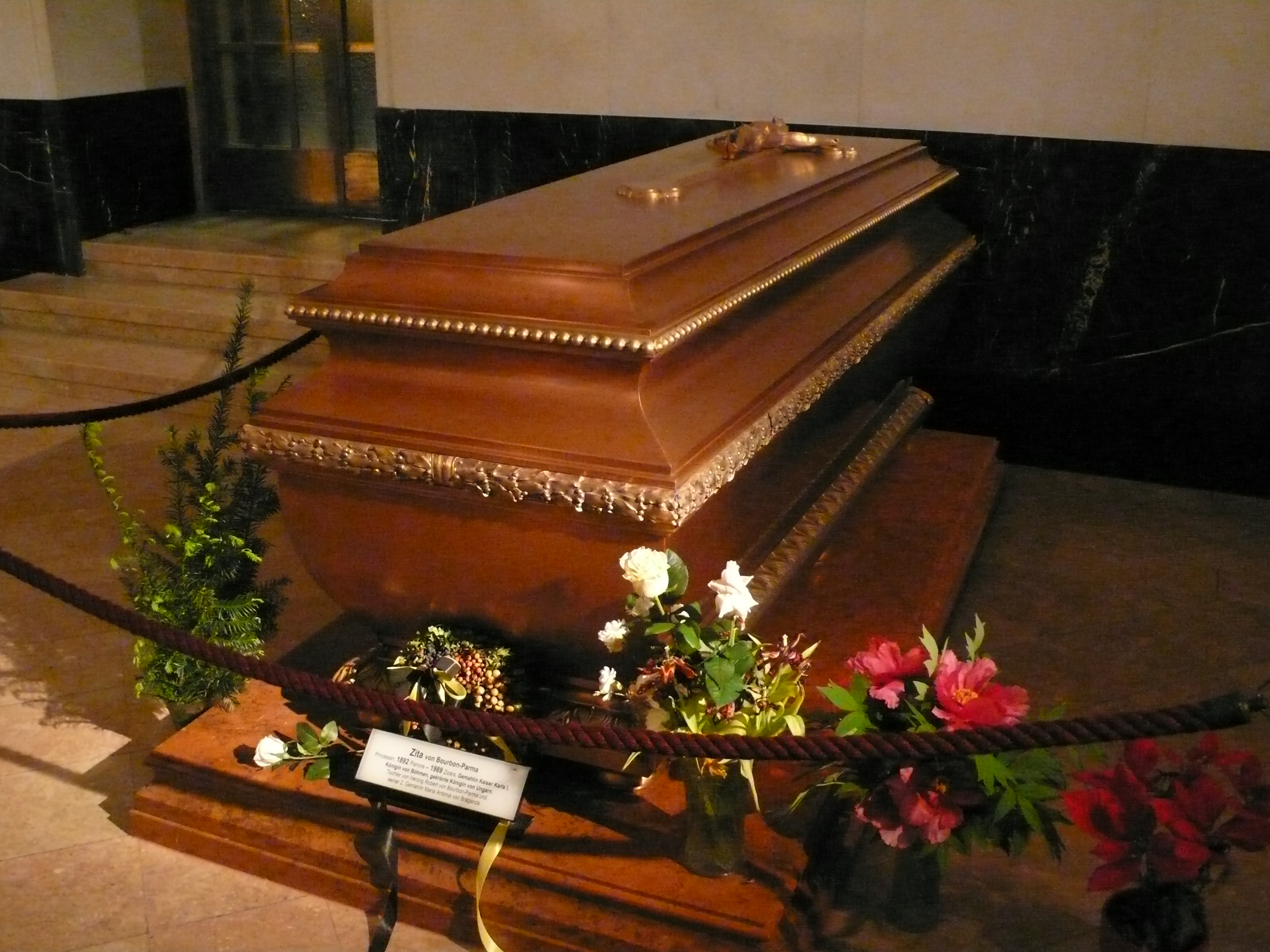
Heutiger Sarkophag (2008) der letzten Kaiserin in der Gruftkapelle der Kapuzinergruft in Wien

Nach ihrem Tod 1989 in der Schweiz wurde der Sarg mit dem einbalsamierten Leichnam Zitas nach Österreich überführt und in der Wiener Kapuzinergruft feierlich beigesetzt. Ihr Herz ist bei dem ihres Mannes in der Loretokapelle des Klosters Muri in der Schweiz bestattet, wo sich auch die Familiengruft ihrer Nachkommen befindet.

## Seligsprechungsverfahren
Am 10. Dezember 2009 begann für Zita Habsburg-Lothringen unter dem Vorsitz des Bischofs von Le Mans, Yves Le Saux, das Seligsprechungsverfahren, wodurch sie in der katholischen Kirche als „Dienerin Gottes“ bezeichnet wird.

## Titel
Als Kaiserin trug Zita von Bourbon-Parma den vollständigen Titel:
Zita, Kaiserin von Österreich, gekrönte Königin von Ungarn, Königin von Böhmen, Dalmatien, Kroatien und Slawonien, Galizien und Lodomerien und Illyrien, Königin von Jerusalem, Erzherzogin von Österreich, Großherzogin der Toskana und von Krakau, Herzogin von Lothringen und Bar, von Salzburg, Steyer, Kärnten, Krain und der Bukowina, Großfürstin von Siebenbürgen, Markgräfin von Mähren, Herzogin von Ober- und Niederschlesien, von Modena, Piacenza und Guastalla, von Auschwitz und von Zator, Teschen, Friaul, Ragusa und Zara, gefürstete Gräfin von Habsburg und Tirol, von Kyburg, Görz und Gradisca, Fürstin von Trient und Brixen, Markgräfin von Ober- und Niederlausitz und Istrien, Gräfin von Hohenems, Feldkirch, Bregenz und Sonnenberg, Herrin von Triest, von Cattaro und auf der Windischen Mark, Großwojwodin der Woiwodschaft Serbien, Infantin von Spanien, Prinzessin von Portugal und von Parma. Die meisten dieser Titel sind mit dem Ende der Monarchie in Österreich erloschen.

## Ehrungen

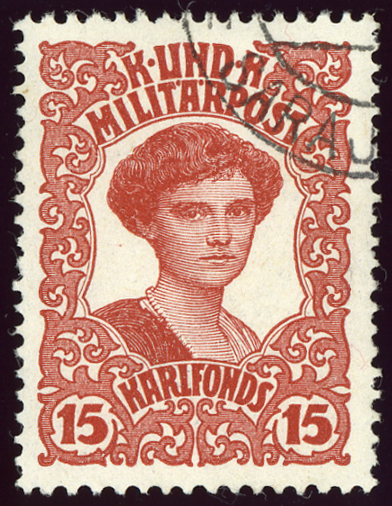
Sondermarken mit Zitas Portrait waren ab dem 20. Juli 1918 in Bosnien-Herzegowina und bei den Feldpostämtern erhältlich. Im Verkaufspreis war eine Spende für den Kaiser-Karl-Fürsorgefonds enthalten.

- Der Asteroid Zita wurde 1909 von dem Astronomen Johann Palisa entdeckt und ihr zu Ehren benannt.
- Der Kärntner Ring in Wien trug von 1917 bis 1919 den Namen Kaiserin-Zita-Ring. In der französischen Gemeinde Villard-de-Lans erinnert die Avenue Impératrice Zita an sie.[23]
- Am 29. Jänner 1917 wurde Zita zur Oberstinhaberin des 16. Husarenregiments ernannt. Damit war sie neben Maria Theresia der einzige weibliche Regimentschef in der österreichischen Armeegeschichte.[24]
- Anlässlich eines Truppenbesuchs Zitas bei den im Gailtal bei Hermagor stationiertenen österreichischen Truppen wurde ein Gedenkstein mit der Inschrift: Zur / Erinnerung / an den hohen Besuch / Ihrer Majestät / Kaiserin Zita / am 4. Juni 1917 errichtet. Später wurde dieser von Nationalsozialisten vom Sockel entfernt und in den Jenigbach geworfen, wo er nach Kriegsende von dem Bürger Zankl geborgen und in einer nahegelegenen Mühle untergebracht wurde. Als diese 1972 dem Straßenbau weichen musste, veranlassten engagierte Bürger die damalige Gemeinde Rattendorf, den Gedenkstein restaurieren zu lassen und wieder auf dem am ursprünglichen Standort erhalten gebliebenen Sockel anzubringen.[25]
- Ebenfalls 1917 wurde Zita bei Wolfsbach im heute italienischen Teil des Kanaltals eine kleine neugotische  Kapelle gewidmet. Sie wurde während des Gebirgskriegs von Soldaten am Rande einer Kriegsgräberstätte in 1515 Meter Höhe auf dem Kleinen Mittagskofel errichtet. An der im Originalzustand erhaltenen und 1984 restaurierten Kapelle findet eine jährliche Gedenkveranstaltung für die Kriegsgefallenen statt.[26]
- 1987 brachte der deutsche Rosenzuchtbetrieb W. Kordes’ Söhne eine hellrosa blühende Edelrose mit leichtem Duft unter dem Namen Kaiserin Zita in den Handel.[27]
- An einem Nebeneingang des ehemaligen St.-Johannes-Stifts in Zizers, Zitas Alterssitz von 1962 bis 1989, erinnert eine Marmortafel an die prominente Bewohnerin.[28][29]

## Familie

### Vorfahren
| Ahnentafel Zita von Bourbon-Parma | Ahnentafel Zita von Bourbon-Parma | Ahnentafel Zita von Bourbon-Parma | Ahnentafel Zita von Bourbon-Parma                                                                                             | Ahnentafel Zita von Bourbon-Parma                                                                                             | Ahnentafel Zita von Bourbon-Parma                                                                                                | Ahnentafel Zita von Bourbon-Parma                                                                                                | Ahnentafel Zita von Bourbon-Parma | Ahnentafel Zita von Bourbon-Parma |
| --------------------------------- | --- | --- | --- | --- | --- | --- | --- | --- |
| Ururgroßeltern                    | König Ludwig von Etrurien, Herzog von Bourbon-Parma, (1773–1803) ⚭ 1795 Infantin Maria Luisa von Spanien, Herzogin von Lucca (1782–1824) | König Viktor Emanuel I. von Sardinien, Herzog von Savoyen (1759–1824) ⚭ 1789 (per procuram 1788) Erzherzogin Maria Theresia von Österreich-Este (1773–1832) | König Karl X. von Frankreich (1757–1836) ⚭ 1773 Prinzessin Maria Theresia von Sardinien (1756–1805)                           | König Franz I. beider Sizilien (1777–1830) ⚭ 1797 (1790 per procuram) Erzherzogin Maria Klementine von Österreich (1777–1801) | König Peter III. von Portugal (1717–1786) ⚭ 1760 Königin Maria I. von Portugal und Brasilien (1734–1816)                         | König Karl IV. von Spanien (1748–1819) ⚭ 1765 Prinzessin Maria Luise von Bourbon-Parma (1751–1819)                               | Fürst Karl Thomas zu Löwenstein-Wertheim-Rosenberg (1783–1849) ⚭ 1799 Gräfin Sophie Luise Wilhelmine zu Windisch-Grätz (1784–1848)         | Fürst Karl Ludwig zu Hohenlohe-Langenburg (1762–1825) ⚭ 1789 Gräfin Amalie Henriette zu Solms-Baruth (1768–1847)                           |
| Urgroßeltern                      | Herzog Karl II. von Parma (1799–1883) ⚭ 1820 Prinzessin Maria Theresia von Sardinien-Piemont (1803–1879)                                 | Herzog Karl II. von Parma (1799–1883) ⚭ 1820 Prinzessin Maria Theresia von Sardinien-Piemont (1803–1879)                                                    | Herzog Karl Ferdinand von Berry, Graf von Artois (1778–1820) ⚭ 1816 Prinzessin Maria Karolina von Neapel-Sizilien (1798–1870) | Herzog Karl Ferdinand von Berry, Graf von Artois (1778–1820) ⚭ 1816 Prinzessin Maria Karolina von Neapel-Sizilien (1798–1870) | König Johann VI. von Portugal, Brasilien und den Algarven (1767–1826) ⚭ 1785 Infantin Charlotte Joachime von Spanien (1775–1830) | König Johann VI. von Portugal, Brasilien und den Algarven (1767–1826) ⚭ 1785 Infantin Charlotte Joachime von Spanien (1775–1830) | Fürst Konstantin zu Löwenstein-Wertheim-Rosenberg (1802–1838) ⚭ 1829 Prinzessin Marie Agnes Prinzessin zu Hohenlohe-Langenburg (1804–1835) | Fürst Konstantin zu Löwenstein-Wertheim-Rosenberg (1802–1838) ⚭ 1829 Prinzessin Marie Agnes Prinzessin zu Hohenlohe-Langenburg (1804–1835) |
| Großeltern                        | Herzog Karl III. von Parma (1823–1854) ⚭ 1845 Prinzessin Louise Marie Therese von Bourbon, Regentin von Parma (1819–1864)                | Herzog Karl III. von Parma (1823–1854) ⚭ 1845 Prinzessin Louise Marie Therese von Bourbon, Regentin von Parma (1819–1864)                                   | Herzog Karl III. von Parma (1823–1854) ⚭ 1845 Prinzessin Louise Marie Therese von Bourbon, Regentin von Parma (1819–1864)     | Herzog Karl III. von Parma (1823–1854) ⚭ 1845 Prinzessin Louise Marie Therese von Bourbon, Regentin von Parma (1819–1864)     | König Michael I. von Portugal (1802–1866) ⚭ 1851 Prinzessin Adelheid von Löwenstein-Wertheim-Rosenberg (1831–1909)               | König Michael I. von Portugal (1802–1866) ⚭ 1851 Prinzessin Adelheid von Löwenstein-Wertheim-Rosenberg (1831–1909)               | König Michael I. von Portugal (1802–1866) ⚭ 1851 Prinzessin Adelheid von Löwenstein-Wertheim-Rosenberg (1831–1909)                         | König Michael I. von Portugal (1802–1866) ⚭ 1851 Prinzessin Adelheid von Löwenstein-Wertheim-Rosenberg (1831–1909)                         |
| Eltern                            | Herzog Robert I. von Parma (1848–1907) ⚭ 1884 Infantin Maria Antonia von Portugal (1862–1959)                                            | Herzog Robert I. von Parma (1848–1907) ⚭ 1884 Infantin Maria Antonia von Portugal (1862–1959)                                                               | Herzog Robert I. von Parma (1848–1907) ⚭ 1884 Infantin Maria Antonia von Portugal (1862–1959)                                 | Herzog Robert I. von Parma (1848–1907) ⚭ 1884 Infantin Maria Antonia von Portugal (1862–1959)                                 | Herzog Robert I. von Parma (1848–1907) ⚭ 1884 Infantin Maria Antonia von Portugal (1862–1959)                                    | Herzog Robert I. von Parma (1848–1907) ⚭ 1884 Infantin Maria Antonia von Portugal (1862–1959)                                    | Herzog Robert I. von Parma (1848–1907) ⚭ 1884 Infantin Maria Antonia von Portugal (1862–1959)                                              | Herzog Robert I. von Parma (1848–1907) ⚭ 1884 Infantin Maria Antonia von Portugal (1862–1959)                                              |
| Zita (1892–1989)                  | | | | | | | | |

### Nachkommen
- Otto von Habsburg (* 20. November 1912; † 4. Juli 2011), getauft Franz Josef Otto Robert Maria Anton Karl Max Heinrich Sixtus Xaver Felix Renatus Ludwig Gaetan Pius Ignatius
- Adelheid (* 3. Jänner 1914; † 2. Oktober 1971), getauft Adelheid Maria Josepha Sixta Antonia Roberta Ottonia Zita Charlotte Luise Immakulata Pia Theresia Beatrix Franziska Isabella Henrietta Maximiliana Genoveva Ignatia Marcus d’Aviano
- Robert (* 8. Februar 1915; † 7. Februar 1996), getauft Robert Karl Ludwig Maximilian Michael Maria Anton Franz Ferdinand Joseph Otto Hubert Georg Pius Johannes Marcus d’Aviano
- Felix (* 31. Mai 1916; † 6. September 2011[30]), getauft Felix Friedrich August Maria vom Siege Franz Joseph Peter Karl Anton Robert Otto Pius Michael Benedikt Sebastian Ignatius Marcus d’Aviano
- Carl Ludwig Habsburg-Lothringen (* 10. März 1918; † 11. Dezember 2007), getauft Karl Ludwig Maria Franz Joseph Michael Gabriel Anton Robert Stephan Pius Gregor Ignatius Marcus d’Aviano
- Rudolph Habsburg-Lothringen (* 5. September 1919; † 15. Mai 2010), getauft Rudolph Syringus Peter Karl Franz Joseph Robert Otto Antonius Maria Pius Benedikt Ignatius Laurentius Justitiani Marcus d’Aviano
- Charlotte (* 1. März 1921; † 23. Juli 1989), getauft Charlotte Hedwig Franziska Josephina Maria Antonia Roberta Ottonia Pia Anna Ignatia Marcus d’Aviano
- Elisabeth (* 31. Mai 1922; † 6. Jänner 1993), getauft Elisabeth Charlotte Alphonsa Christina Theresia Antonia Josephina Roberta Ottonia Franziska Isabella Pia Marcus d’Aviano et omnes Sancti